# Bathurst Burgess Sherbrooke
Bathurst Burgess Sherbrooke – gmina (ang. township) w Kanadzie, w prowincji Ontario, w hrabstwie Lanark.
Powierzchnia Bathurst Burgess Sherbrooke to 527,58 km².
Według danych spisu powszechnego z roku 2001 Bathurst Burgess Sherbrooke liczy 5440 mieszkańców (10,31 os./km²).